# John Edward Brockelbank
Pour les articles homonymes, voir Brockelbank.
John Edward Brockelbank (23 février 1931-3 février 2020) est un technicien et un homme politique provincial canadien de la Saskatchewan. Il représente les circonscriptions de Saskatoon City, de Saskatoon Mayfair et de Saskatoon Westmount à titre de député du Nouveau Parti démocratique de la Saskatchewan de 1964 à 1982 et de 1986 à 1991.

## Biographie
Né à Tisdale en Saskatchewan, Brockelbank est le fils de John Hewgill Brockelbank, ancien député provincial, et de Ellen Buchanan Bell. Il étudie à Steen, Regina et à Westminster en Angleterre. En 1954, il épouse Ina Marie Boyle.

## Carrière politique
Élu en 1964, il est réélu en 1967, 1971, 1975 et en 1978. Défait en 1982, il retrouve son siège de député en 1986. Il ne se représente 1991.
Durant son passage à l'Assemblée législative, il sert comme ministre des Services gouvernementaux en 1972 et ministre des Télécommunications de 1972 à 1975 dans le gouvernement d'Allan Blakeney. Il devient ensuite président de l'Assemblée de 1975 à 1982.
Il meurt en 2020 à l'âge de 88 ans.